# Patrick Tabacco
Patrick Tabacco (Tolosa, 23 marzo 1974) è un rugbista a 15, allenatore di rugby a 15 e imprenditore francese, terza linea, che ha lasciato il rugby professionistico nel 2008 e allena le giovanili dell’Isle-Jourdain in parallelo all’attività imprenditoriale di commercio di cimeli sportivi.

## Biografia
Cresciuto nelle giovanili dell'Auch (Gers), poi a Nizza, debuttò nel rugby professionistico nel 1997 nel Colomiers, con cui giunse fino alla finale di Heineken Cup nel 1999 e a quella del campionato francese nel 2000, poi persa contro lo Stade français.
Fu proprio il club parigino a ingaggiare Tabacco nella stagione successiva, la prima di quattro, durante le quali si laureò due volte campione di Francia e una volta ancora finalista di Heineken Cup, nel 2001, nonché finalista di Challenge Cup 2004/05.
Esordì in Nazionale francese nel 2001, nel corso dei test di metà anno, contro il Sudafrica, e prese parte ai tornei del Sei Nazioni 2003 e 2005; fu anche convocato per la Coppa del Mondo di rugby 2003 in Australia, nel corso della quale disputò 4 incontri, tra cui la finale per il 3º posto, persa contro la Nuova Zelanda.
Dopo un biennio al Pau e un altro al Castres, nel 2008 Tabacco ha abbandonato il rugby professionistico per giocare e allenare a L’Isle-Jourdain, cittadina del Gers dove si trova anche la sua impresa di commercio di cimeli sportivi (in particolare di maglie di rugby incorniciate, relative a eventi storici della disciplina).

## Palmarès
- Campionati francesi: 2
Stade français: 2002-03; 2003-04